# 喜马木犀榄
喜马木犀榄（学名：Olea gamblei）为木犀科木犀榄属下的一个种。

## 扩展阅读
- 維基物種上的相關：喜马木犀榄